# Clypeorbinae
Clypeorbinae es una subfamilia de foraminíferos bentónicos de la Familia Lepidorbitoididae, de la Superfamilia Orbitoidoidea, del Suborden Rotaliina y del Orden Rotaliida. Su rango cronoestratigráfico abarca desde el Santoniense hasta el Maastrichtiense (Cretácico superior).

## Clasificación
Clypeorbinae incluye a las siguientes subfamilias y géneros:
- Clypeorbis †
- Sirtina †
- Vanderbeekia †

Otros géneros considerados en Clypeorbinae son:
- Iranites †, aceptado como Sirtina
- Neumannites †, aceptado como Sirtina